# Zvěrkovice (Temelín)
Zvěrkovice (dříve také Zvirkovice) jsou malá vesnice, část obce Temelín v okrese České Budějovice v Jihočeském kraji. Patří do římskokatolické farnosti Týn nad Vltavou. Nachází se asi 4,5 kilometru východně od Temelína a asi tři kilometry severovýchodně od Jaderné elektrárny Temelín. Prochází zde silnice II/105. Jako součást Zvěrkovic se někdy (pro statistické účely) označuje i vesnička Záluží (někdy také Zaluží). Zvěrkovice leží v katastrálním území Zvěrkovice u Týna nad Vltavou o rozloze 3,56 km².

## Název
Název vsi pochází od osobního jména Zvěrek (Swierek, Zverko apod.).

## Historie
První písemná zmínka o vesnici pochází z roku 1379. Zvěrkovice byly součástí panství Týn nad Vltavou.

## Obyvatelstvo
| Rok            | 1869 | 1880 | 1890 | 1900 | 1910 | 1921 | 1930 | 1950 | 1961 | 1970 | 1980 | 1991 | 2001 | 2011 | 2021 |
| -------------- | ---- | ---- | ---- | ---- | ---- | ---- | ---- | ---- | ---- | ---- | ---- | ---- | ---- | ---- | ---- |
| Počet obyvatel | 152  | 143  | 167  | 154  | 132  | 134  | 140  | 114  | 164  | 142  | 124  | 97   | 83   | 90   | 86   |
| Počet domů     | 25   | 24   | 26   | 26   | 26   | 26   | 25   | 26   | 37   | 36   | 33   | 38   | 38   | 39   | 39   |

## Obecní správa
V letech 1850–1905 byly Zvěrkovice osadou obce Bohunice. V letech 1905–1964 byly Zvěrkovice samostatnou obcí, s vlastním zastupitelstvem. Od 14. června 1964 do 30. června 1985 byly Zvěrkovice částí obce Březí u Týna nad Vltavou a od 1. července 1985 jsou částí obce Temelín.